# مصفوفة هانكل
في الجبر الخطي، مصفوفة هانكل (بالإنجليزية: Hankel matrix)‏ هي مصفوفة مربعة .... على سبيل المثال:
{\displaystyle {\begin{bmatrix}a&b&c&d&e\\b&c&d&e&f\\c&d&e&f&g\\d&e&f&g&h\\e&f&g&h&i\\\end{bmatrix}}.}
سميت هذه المصفوفة هكذا نسبة إلى عالم الرياضيات هيرمان هانكل.